# Lista över fornlämningar i Mörbylånga kommun (Smedby)
Lista över fornlämningar i Mörbylånga kommun (Smedby) är en förteckning av ett urval av de fornlämningar som finns i Smedby i Mörbylånga kommun.
| Namn                       | Lämningstyp                      | Tillkomsttid | Historisk indelning | Plats | Läge                 | ID-nr          | Bild                                      |
| -------------------------- | -------------------------------- | ------------ | ------------------- | ----- | -------------------- | -------------- | ----------------------------------------- |
| Smedby 1:1                 | Stensättning                     |              | Smedby, Öland       |       | 56.394705, 16.479702 | 10086600010001 | Ladda upp en bild av detta fornminne      |
| Smedby 2:1                 | Husgrund, förhistorisk/medeltida |              | Smedby, Öland       |       | 56.400728, 16.479491 | 10086600020001 | Ladda upp en bild av detta fornminne      |
| Smedby 3:1                 | Husgrund, förhistorisk/medeltida |              | Smedby, Öland       |       | 56.407372, 16.485009 | 10086600030001 | Ladda upp en bild av detta fornminne      |
| Smedby 5:1                 | Husgrund, förhistorisk/medeltida |              | Smedby, Öland       |       | 56.402967, 16.480628 | 10086600050001 | Ladda upp en bild av detta fornminne      |
| Smedby 5:2                 | Husgrund, förhistorisk/medeltida |              | Smedby, Öland       |       | 56.402580, 16.480995 | 10086600050002 | Ladda upp en bild av detta fornminne      |
| Smedby 6:1                 | Stensättning                     |              | Smedby, Öland       |       | 56.405398, 16.478911 | 10086600060001 | Ladda upp en bild av detta fornminne      |
| Kycklinghögen (Smedby 7:1) | Stensättning                     |              | Smedby, Öland       |       | 56.392266, 16.459346 | 10086600070001 | Ladda upp en bild av detta fornminne      |
| Smedby 8:1                 | Stensättning                     |              | Smedby, Öland       |       | 56.395635, 16.455145 | 10086600080001 | Ladda upp en till bild av detta fornminne |
| Smedby 8:2                 | Stensättning                     |              | Smedby, Öland       |       | 56.395759, 16.455046 | 10086600080002 | Ladda upp en till bild av detta fornminne |
| Smedby 8:3                 | Stensättning                     |              | Smedby, Öland       |       | 56.395835, 16.455306 | 10086600080003 | Ladda upp en till bild av detta fornminne |
| Smedby 10:1                | Husgrund, förhistorisk/medeltida |              | Smedby, Öland       |       | 56.421386, 16.473816 | 10086600100001 | Ladda upp en bild av detta fornminne      |
| Smedby 10:2                | Husgrund, förhistorisk/medeltida |              | Smedby, Öland       |       | 56.421296, 16.473925 | 10086600100002 | Ladda upp en bild av detta fornminne      |
| Smedby 10:4                | Stensättning                     |              | Smedby, Öland       |       | 56.421223, 16.473914 | 10086600100004 | Ladda upp en bild av detta fornminne      |
| Smedby 10:5                | Stensättning                     |              | Smedby, Öland       |       | 56.421230, 16.473776 | 10086600100005 | Ladda upp en bild av detta fornminne      |
| Smedby 12:1                | Stensättning                     |              | Smedby, Öland       |       | 56.403098, 16.453370 | 10086600120001 | Ladda upp en bild av detta fornminne      |
| Smedby 13:1                | Hällristning                     |              | Smedby, Öland       |       | 56.391463, 16.443761 | 10086600130001 | Ladda upp en bild av detta fornminne      |
| Klinta hög (Smedby 14:1)   | Hög                              |              | Smedby, Öland       |       | 56.394939, 16.437043 | 10086600140001 | Ladda upp en bild av detta fornminne      |
| Smedby hög (Smedby 15:1)   | Hög                              |              | Smedby, Öland       |       | 56.402475, 16.436886 | 10086600150001 | Ladda upp en bild av detta fornminne      |
| Smedby hög (Smedby 15:2)   | Grav markerad av sten/block      |              | Smedby, Öland       |       | 56.402723, 16.437168 | 10086600150002 | Ladda upp en bild av detta fornminne      |
| Smedby hög (Smedby 15:3)   | Stensättning                     |              | Smedby, Öland       |       | 56.402740, 16.436743 | 10086600150003 | Ladda upp en bild av detta fornminne      |
| Smedby 17:1                | Hällristning                     |              | Smedby, Öland       |       | 56.408763, 16.443728 | 10086600170001 | Ladda upp en bild av detta fornminne      |
| Smedby 18:1                | Stensättning                     |              | Smedby, Öland       |       | 56.412820, 16.429559 | 10086600180001 | Ladda upp en bild av detta fornminne      |
| Smedby 19:1                | Runristning                      |              | Smedby, Öland       |       | 56.420463, 16.434464 | 10086600190001 | Ladda upp en till bild av detta fornminne |
| Smedby 20:1                | Hög                              |              | Smedby, Öland       |       | 56.424665, 16.434838 | 10086600200001 | Ladda upp en bild av detta fornminne      |
| Smedby 20:2                | Hög                              |              | Smedby, Öland       |       | 56.424269, 16.434356 | 10086600200002 | Ladda upp en bild av detta fornminne      |
| Smedby 25:1                | Grav markerad av sten/block      |              | Smedby, Öland       |       | 56.425634, 16.393437 | 10086600250001 | Ladda upp en bild av detta fornminne      |
| Smedby 25:2                | Grav markerad av sten/block      |              | Smedby, Öland       |       | 56.425707, 16.393440 | 10086600250002 | Ladda upp en bild av detta fornminne      |
| Smedby 25:3                | Grav markerad av sten/block      |              | Smedby, Öland       |       | 56.425665, 16.393198 | 10086600250003 | Ladda upp en bild av detta fornminne      |
| Smedby 27:1                | Gravfält                         |              | Smedby, Öland       |       | 56.416220, 16.432043 | 10086600270001 | Ladda upp en bild av detta fornminne      |
| Smedby 30:1                | Hög                              |              | Smedby, Öland       |       | 56.390853, 16.424113 | 10086600300001 | Ladda upp en bild av detta fornminne      |
| Smedby 31:1                | Hällristning                     |              | Smedby, Öland       |       | 56.391595, 16.439333 | 10086600310001 | Ladda upp en bild av detta fornminne      |
| Smedby 34:1                | Husgrund, förhistorisk/medeltida |              | Smedby, Öland       |       | 56.421032, 16.478089 | 10086600340001 | Ladda upp en bild av detta fornminne      |
| Smedby 34:2                | Husgrund, förhistorisk/medeltida |              | Smedby, Öland       |       | 56.421703, 16.476840 | 10086600340002 | Ladda upp en bild av detta fornminne      |
| Smedby 36:1                | Grav markerad av sten/block      |              | Smedby, Öland       |       | 56.414052, 16.429630 | 10086600360001 | Ladda upp en bild av detta fornminne      |
| Smedby 64:1                | Grav markerad av sten/block      |              | Smedby, Öland       |       | 56.403726, 16.418743 | 10086600640001 | Ladda upp en bild av detta fornminne      |
| Smedby 64:2                | Grav markerad av sten/block      |              | Smedby, Öland       |       | 56.403594, 16.418540 | 10086600640002 | Ladda upp en bild av detta fornminne      |
| Smedby 64:3                | Grav markerad av sten/block      |              | Smedby, Öland       |       | 56.403436, 16.418722 | 10086600640003 | Ladda upp en bild av detta fornminne      |
| Smedby 64:4                | Grav markerad av sten/block      |              | Smedby, Öland       |       | 56.403575, 16.418860 | 10086600640004 | Ladda upp en bild av detta fornminne      |
| Smedby 66:1                | Hällristning                     |              | Smedby, Öland       |       | 56.421323, 16.447201 | 10086600660001 | Ladda upp en bild av detta fornminne      |
| Smedby 67:1                | Hällristning                     |              | Smedby, Öland       |       | 56.419315, 16.450634 | 10086600670001 | Ladda upp en bild av detta fornminne      |
| Smedby 73:1                | Hällristning                     |              | Smedby, Öland       |       | 56.410037, 16.456814 | 10086600730001 | Ladda upp en bild av detta fornminne      |
| Smedby 87:1                | Stensättning                     |              | Smedby, Öland       |       | 56.390681, 16.436614 | 10086600870001 | Ladda upp en bild av detta fornminne      |
| Smedby 93:2                | Grav markerad av sten/block      |              | Smedby, Öland       |       | 56.410304, 16.428001 | 10086600930002 | Ladda upp en bild av detta fornminne      |
| Smedby 145:1               | Husgrund, förhistorisk/medeltida |              | Smedby, Öland       |       | 56.367212, 16.435444 | 10086601450001 | Ladda upp en bild av detta fornminne      |
| Smedby 145:2               | Husgrund, förhistorisk/medeltida |              | Smedby, Öland       |       | 56.367300, 16.435684 | 10086601450002 | Ladda upp en bild av detta fornminne      |